# Сосков, Денис Николаевич
Денис Николаевич Сосков (15 сентября 1977) — российский футболист, играл на позиции полузащитника.

## Карьера
Воспитанник новороссийского «Черноморца», в 1995 году попал в заявку клуба, однако вскоре перешёл в краснодарский «Колос». В 1996 году перешёл в «Ростсельмаш», за который в высшей лиге дебютировал 12 октября того года в выездном матче 31-го тура против нижегородского «Локомотива», выйдя на 7-й минуте встречи на замену Владимиру Мацигуре. В 2000 году в оренбургском «Газовике» завершил игровую карьеру.